# Тагер, Иосиф Львович
Иосиф Львович Тагер (24 января 1900, Царицын, Саратовская губерния — 20 июля 1976, Москва) — советский рентгенолог и учёный-медик, доктор медицинских наук. Герой Социалистического Труда (1975).

## Биография

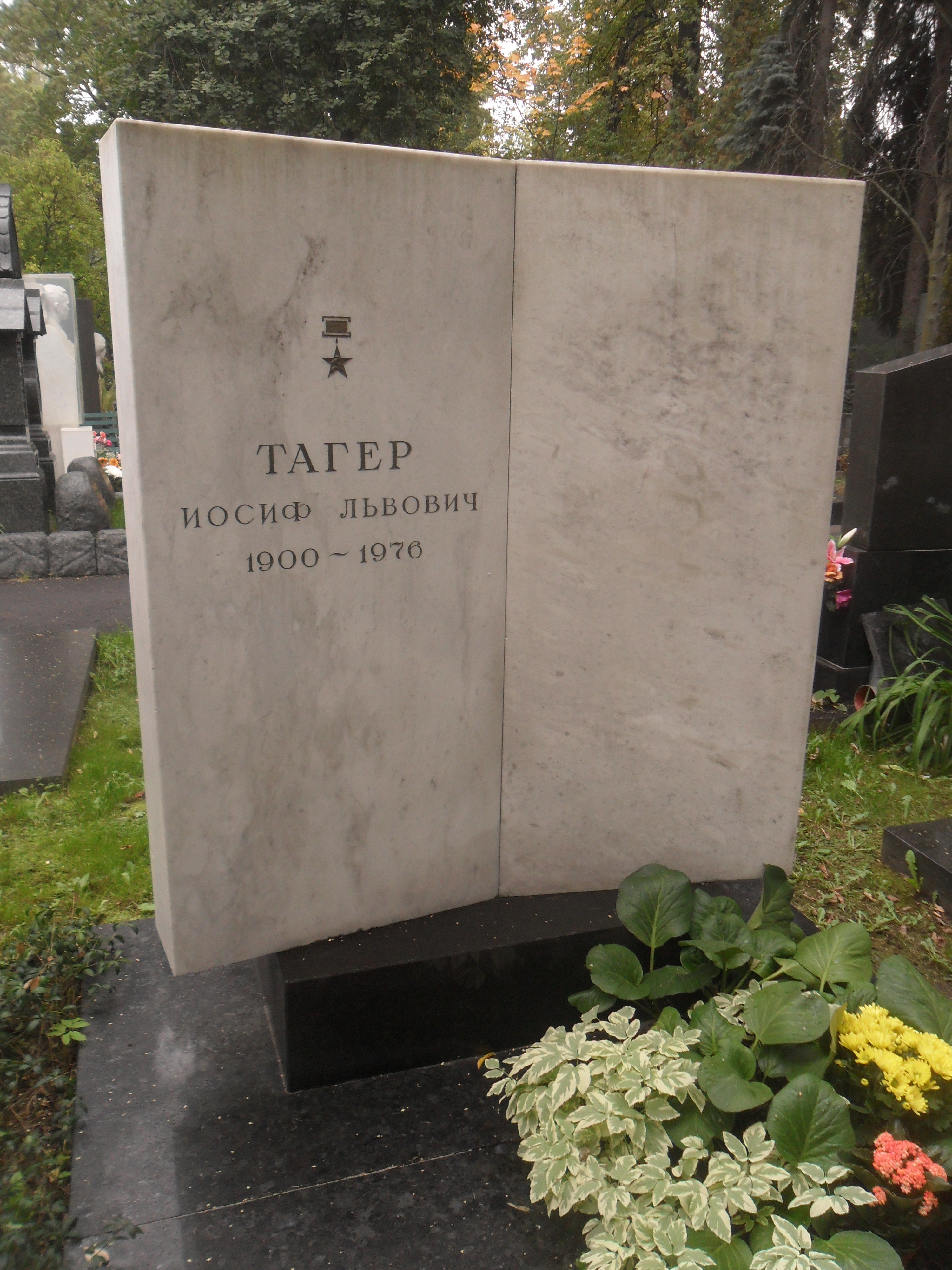
Могила Тагера на Новодевичьем кладбище Москвы.

Родился 24 января 1900 года в Царицыне (ныне — Волгоград) в еврейской семье зубного врача Льва Иосифовича Тагера (1866—?). Учился на медицинском факультете Казанского университета. В 1919—1921 годах служил в Рабоче-крестьянской Красной Армии. Демобилизовавшись, окончил в 1925 году медицинский факультет Саратовского университета и остался в нём работать на кафедре рентгенологии.
С 1930 года работал в Московском рентгенорадиологическом институте Народного комиссариата здравоохранения РСФСР (Российский научный центр рентгенорадиологии) старшим научным сотрудником, заведующим рентгенодиагностическим отделом, заместителем директора по научной работе. В 1940 году стал доктором медицинских наук и заведующим кафедрой рентгенологии Центрального института усовершенствования врачей.
Участвовал в Великой Отечественной войне, был главным рентгенологом 3-го Украинского фронта.После войны продолжал работать на прежней должности. В годы дела врачей он был уволен с работы, но впоследствии восстановлен обратно.
С 1961 года Тагер заведовал рентгенорадиологическим отделом Института клинической и экспериментальной онкологии АМН СССР и одновременно был главным рентгенологом 4-го ГУ Минздрава.
Проживал в Москве. Умер в 1976 году, похоронен на Новодевичьем кладбище Москвы.

## Научная и практическая деятельность
В годы войны способствовал оснащению госпиталей рентгеновским оборудованием, впервые предложил и осуществил сортировку раненых по рентгенологическим критериям, что позволило ускорить оказание лечебной помощи. Активно занимался исследованием и внедрением в практику новых рентгенологических методов исследования внутренних органов и опорно-двигательного аппарата человека. Основные направления научной деятельности — рентгенодиагностика заболеваний органов желудочно-кишечного тракта и позвоночника. Является автором более чем 160 научных работ, подготовил 14 докторов и более 40 кандидатов медицинских наук.

## Научные труды
- Ошибки и трудности в рентгенодиагностике рака желудка, М., Медгиз 1959;
- Рентгенодиагностика заболеваний органов пищеварения у детей, М., Медицина, 1974 (совм. с Филиппкиным М. А.);
- Рентгенодиагностика смещений поясничных позвонков, М., Медицина, 1979 (совм. с Мазо И. С.);
- Рентгенодиагностика заболеваний позвоночника, М., Медицина, 1983.

Соавтор руководств
- Прозоров А. Е. Тагер И. Л. Рентгенологическое исследование при некоторых инфекциях, М., ЦИУВ, 1950;
- Афанасьева В. С., Тагер И. Л. Рентгенодиагностика тромбоэмболии легочной артерии, Ташкент, Медицина, 1976.

## Награды и звания
Указом Президиума Верховного Совета СССР от 28 января 1975 года за «выдающиеся заслуги в развитии здравоохранения и медицинской науки» Иосиф Тагер был удостоен высокого звания Героя Социалистического Труда с вручением ордена Ленина и медали «Серп и Молот».
Заслуженный деятель науки РСФСР, лауреат Государственной премии СССР. Был также награждён орденом Красной Звезды и рядом медалей.